# 福地銭吉
福地 銭吉（錢吉、ふくち せんきち、1868年11月25日（明治元年10月12日）- 1921年（大正10年）4月4日）は、明治から大正期の農業経営者・実業家・政治家。衆議院議員、三重県阿山郡東柘植村長。

## 経歴
伊賀国阿拝郡上柘植村（三重県阿山郡東柘植村上柘植、柘植町、伊賀町を経て現伊賀市）で、福地次郎の長男として生まれる。第三高等学校で学んだ。農業を営む。
伊賀筵叺同業組合長、阿山郡連合産業組合理事、東柘植村産業組合長、第八十三銀行取締役、東海製糸監査役などを務めた。
政界では、東柘植村長、阿山郡会議員、三重県会議員（1911年-1920年）などに在任し、学務委員、所得税調査委員なども務めた。1920年（大正9年）5月、第14回衆議院議員総選挙に三重県第10区から立憲国民党公認で出馬し、川崎克との激しい選挙戦を制して当選したが、議員在任中の1921年4月に死去した。